# 浙醋
浙醋，又稱大紅浙醋，是一種起源於中國浙江的食醋，色澤紅潤。浙醋是使用糯米釀制，並加入了紅米麴增添色彩。不少人在吃魚翅羹時，都會加入少許浙醋中和魚翅的腥味。另外香港人亦有在小籠包、鍋貼、蛇羮、碗仔翅等加入浙醋調味。